# Pop punk
Pop punk – styl muzyczny, wywodzący się z punk rocka. Charakteryzuje się tym, że jest pozbawiony punkowej agresji, o wiele bardziej melodyjny, ułagodzony, pozbawiony tekstów godzących w politykę i subkultury.
Mianem pop punk przyjęło się określać połączenie punk rocka, reprezentowane przez punkowe grupy z późnych lat 70. oraz 80. XX wieku, które zaczęły stopniowo mieszać muzykę punk z popularnym wówczas stylem bubblegum pop oraz rockiem z lat 50. i 60. Te właśnie gatunki oraz wpływy muzyczne od nich płynące, stały się główną inspiracją i prekursorem dla gatunku pop punk. Jednym z pierwszych zespołów poppunkowych był zespół The Offspring z albumem Smash wydanym w roku 1994 (który uznaje się za moment wejścia tej muzyki do mainstreamu). W latach 1992–1997 za sprawą tych i innych powstających wówczas zespołów stał się powszechnie znaczącym stylem muzycznym na amerykańskiej scenie modern rock. Druga fala pop punku to lata 1997–2000 z takimi zespołami jak Good Charlotte czy Simple Plan oraz wieloma innymi, która wyznaczyła kolejne kierunki w rozwoju popularności pop punku na całym świecie. W Polsce czołowymi przedstawicielami tego gatunku są zespoły takie jak: CF98, Hartal, Maypole, Upside Down. Obecnie pop punk w Polsce nie jest tak popularny jak w Stanach Zjednoczonych, gdzie poppunkowe zespoły, takie jak Blink-182, Fall Out Boy, A Day To Remember, Good Charlotte, Simple Plan, Green Day (od albumu Warning), Yellowcard, New Found Glory, Topsy Turvy's, Panic! at the Disco czy Bowling for Soup (z utworem Girl All the Bad Guys Want otrzymali nominację do Nagrody Grammy za najlepszy performance), zyskały sobie dużą popularność. W Stanach Zjednoczonych Pop punk, zaliczany jest do dominujących rockowych trendów muzycznych (ang. mainstream music).

## Powiązane gatunki muzyczne
Często zespoły poppunkowe czerpią i mieszają wpływy z podobnymi, powiązanymi bardziej lub mniej z pop punkiem stylami i podstylami muzycznymi, takimi jak: cały modern rock, a także: skate punk, melodic, emo, post punk, indie rock, screamo, garage punk, punk revival, christian punk, power pop, college rock, dance-punk, frat rock, melodic hardcore, indie pop, mod revival, surf rock, queercore, cuddlecore, nowa fala i inne, przy czym niektóre z nich, stały się dosyć popularną subkulturą oraz filozofią życiową wielu ludzi. Obecnie pop punk ewoluuje, a obserwując nurt tej muzyki można dostrzec, iż wykonawcy muzycznie idą w stronę bardziej emocjonalnego przekazu, zachowując jednak dalej charakterystyczną dla tego gatunku melodyjność oraz manierę. Powstają nowe, bardziej zmodyfikowane gatunki muzyczne powiązane z pop punkiem, często ze sobą pomieszane.